# Odfjell

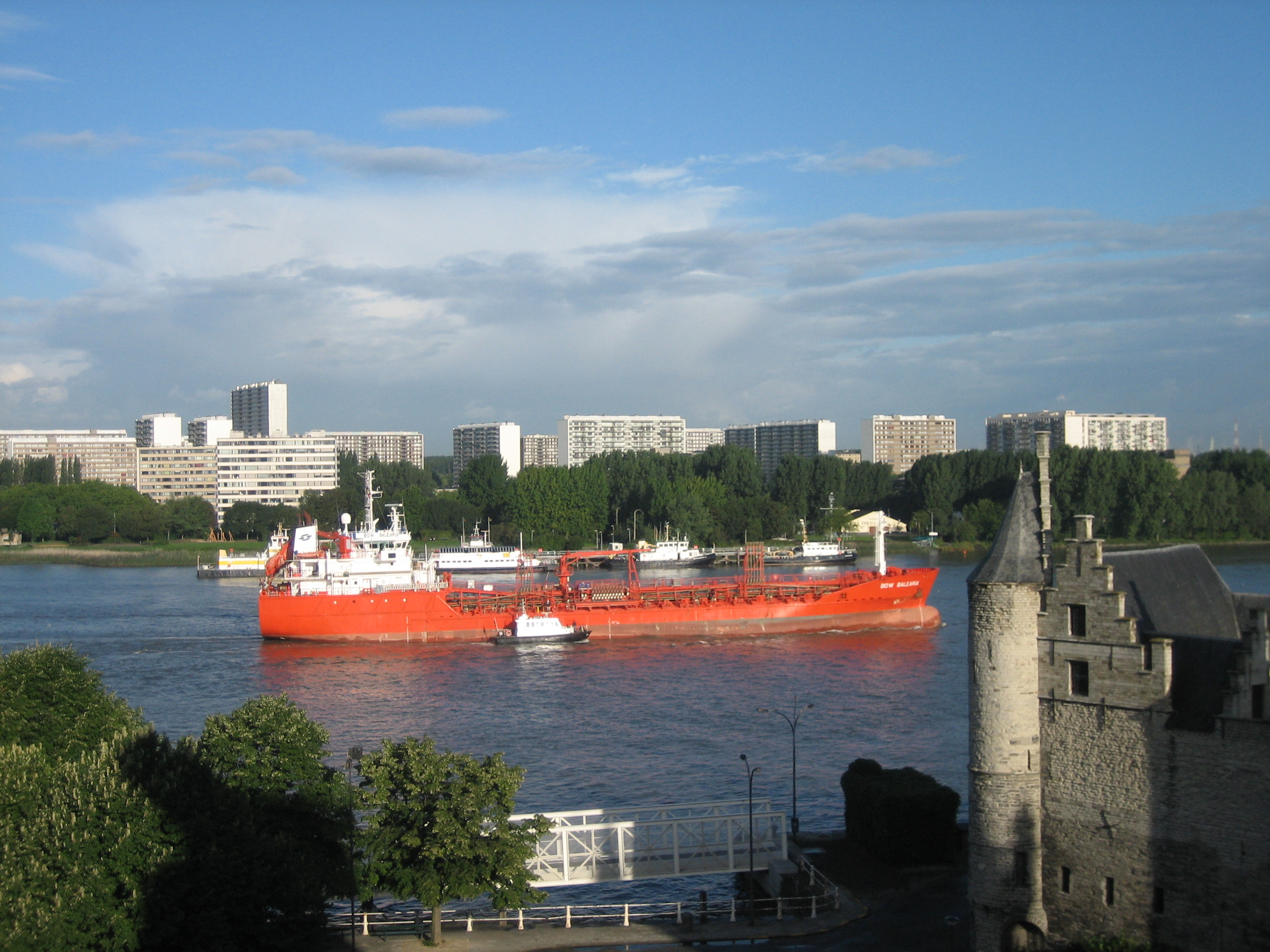
De chemicaliëntanker Bow Baleari van Odfjell op de Schelde bij Antwerpen

Odfjell SE is een Noorse rederij. Het is internationaal een van de grootste bedrijven in chemicaliëntankers en chemie-overslag.

## Geschiedenis
Het bedrijf werd in 1914 opgericht door de broers Abraham Odfjell en Fredrik Odfjell als Rederij Odfjell (Rederiet Odfjell). In 1980 werd het bedrijf gesplitst in J.O. Odfjell, later JO Tankers, en Odfjell Tankers, dat later Skibsaksjeselskapet Storli (1985), Storli ASA, Odfjell ASA (1998) en uiteindelijk Odfjell SE (2007) werd. Het bedrijf kreeg in 1986 een notering aan de beurs van Oslo.
In 2000 ging het bedrijf een fusie aan met het Griekse Seachem ltd een onderdeel van rederij Ceres Hellenic Shipping Enterprises. Samengevoegd kreeg de vloot een omvang van 92 regionaal en wereldwijd opererende schepen met draagvermogens van 11.000 tot 45.000 dwt. Daarvan zijn er 49 geheel of gedeeltelijk eigendom. Seachem had op dat moment ook nog acht tankers van elk 40.000 dwt in bestelling. Deze kwamen tussen 2001 en 2003 in de vaart. Odfjell nam er daarvan vier over.

## Activiteiten
Het hoofdkantoor staat in Bergen. De Odfjell Groep is actief in de wereldwijde markt van zeetransport en opslag van chemicaliën en andere speciale bulkvloeistoffen. De vloot omvat circa 80 schepen, die regionaal en wereldwijd worden ingezet. De tankterminaldivisie bestaat uit zeven terminals. Bij het bedrijf werken circa 2500 medewerkers, die samen een omzet genereren van US$ 0,9 miljard.
In september 2011 verkocht Odfjell een belang van 49% in drie terminals aan de Amerikaanse private-equity-investeerder Lindsay Goldberg. De terminals in Rotterdam, Houston en een nieuw terminalproject in Charleston gingen mee in de verkoop die Odfjell zo’n US$ 247 miljoen opleverde. In juni 2013 volgde een tweede transactie met Lindsay Goldberg. Goldberg nam ook een belang van 49% in alle overige terminals van Odfjell. Odfjell blijft meerderheidsaandeelhouder met 51% van de aandelen in de terminals.

## Activiteiten in Nederland
Het bedrijf heeft vestigingen in onder andere de Rotterdamse havens. Op 15 april 2000 maakte het Nederlandse bedrijf Koninklijke Vopak de verkoop van de Botlek-terminal, met een capaciteit van 1,5 miljoen m³, aan Odfjell bekend. Het Noorse concern beschikte toen al over terminals in Houston, China en Zuid-Amerika. Odfjell nam alle 260 personeelsleden werkzaam op de terminal over.
In 1957 werd de terminal in de Botlek geopend. Ruim vijftig jaar later, in 2012, staan er op het terrein ongeveer 300 opslagtanks, in grootte variërend van 735 m3 tot 40.000 m3. De totale opslagcapaciteit is ongeveer 1,6 miljoen m3. Voor de aan- en afvoer van olieproducten en chemische producten zijn er vijf steigers voor grote zeeschepen, zeven voor kustvaarders en 14 voor binnenvaartschepen. Voor vervoer over land zijn er faciliteiten voor vrachtwagens en goederentreinen. Naast opslag en verlading zijn er faciliteiten om producten te scheiden door middel van destillatie. Hiervoor zijn vier destillatiekolommen met verschillende eigenschappen beschikbaar.

### Veiligheid
Na een aantal incidenten heeft Odfjell in begin 2012 besloten een bedrag van € 250 miljoen te investeren in de modernisering van de terminal. Hiervan is ongeveer € 100 miljoen bestemd voor de verbetering van de milieu- en veiligheidsprestaties.
Een halfjaar later maakte Odfjell bekend de terminal tijdelijk helemaal te sluiten om de veiligheid te verbeteren. en om te werken aan een herstelplan waarbij alle brandblus- en koelvoorzieningen op het terrein worden getest en op meer dan 140 tanks de leidingen worden vernieuwd. Zolang deze reparaties duren, zal de terminal geen nieuwe ladingen accepteren. De week ervoor legde DCMR Milieudienst Rijnmond reeds een deel van de terminal stil omdat tientallen jaren lang geen controles aan de tanks waren uitgevoerd. Daardoor zou er bij brand groot gevaar voor de omgeving ontstaan. De Onderzoeksraad Voor Veiligheid maakte toen ook bekend een onderzoek naar deze vestiging te gaan doen in verband met meerdere incidenten, de stillegging en aanhoudende onrust bij Odfjell. De aandacht voor de problemen bij Odfjell ontstond nadat klokkenluiders aan de bel hadden getrokken over de onveilige situatie bij het bedrijf.
Later in 2012 maakte de directie van het tankopslagbedrijf Odfjell Terminals Rotterdam bekend dat door een noodzakelijke organisatieverandering een significant deel van de 300 banen wordt geschrapt. Eind januari 2013 bereikten Odfjell en de vakbonden overeenstemming. 35 werknemers zouden worden ontslagen en een beperkt aantal zou op een andere baan binnen Odfjell moeten solliciteren. Het tankopslagbedrijf moest zich voor de rechter verantwoorden voor een aantal incidenten. In de ogen van het Openbaar Ministerie (OM) had het bedrijf onvoldoende aandacht voor de veiligheid. Concreet werd Odfjell voor drie zaken vervolgd:
- het verzwijgen van de ontsnapping van 200 ton butaan in augustus 2011,
- het personeel onbeschermd laten werken in een gevaarlijke omgeving en
- het niet onderhouden van blusmiddelen.

In december 2013 veroordeelde de rechter Odfjell tot een boete van € 3 miljoen omdat het jarenlang in strijd handelde met de veiligheids- en vergunningsvoorschriften. De hoogte van de boete is conform de eis van het Openbaar Ministerie. Die had ook geëist dat het bedrijf voorwaardelijk zou worden stilgelegd, maar dit heeft de rechter niet overgenomen omdat de kans op herhaling vrij klein is door het strengere toezicht in de haven.
In april 2014 werd opnieuw een reorganisatie aangekondigd en zouden er 112 van de 265 arbeidsplaatsen worden geschrapt.

### Aanvaring Rotterdam
In 23 juni 2018 voer de olietanker Bow Jubail van Odfjell op een steiger in de Derde Petroleumhaven in Rotterdam. Nadat het schip de steiger raakte spoten er tonnen stookolie uit de voorraadbunker de haven in. De tanker had een volle brandstoftank maar geen lading aan boord. Het verkeer in de haven moest worden stilgelegd en veel watervogels zijn door de op het water drijvende olie besmeurd geraakt. Het verwijderen van de gelekte olie was een langdurende zaak. Het Havenbedrijf Rotterdam heeft Odfjell Tankers aansprakelijk gesteld voor de schade. Dat is een gangbare civiele procedure bij dit soort incidenten en zegt nog niets over de schuldvraag.
In november 2018 wees de rechter het verzoek af om op grond van het Bunkerverdrag de aansprakelijkheid te beperken tot 17 miljoen euro. Odfjell heeft onvoldoende aangetoond dat de tanks helemaal leeg waren aldus de rechtbank. De totale schade wordt geschat op 80 miljoen euro.

### Verkoop activiteiten in Rotterdam
In mei 2018 maakte Odfjell bekend de Rotterdamse terminals te willen verkopen. De Amerikaanse partner, Lindsay Goldberg, wil ook het belang afstoten. In juli werd het Nederlandse bedrijf Koole Terminals als koper aangewezen. De aandelen van Odfjell Terminals Rotterdam en Odfjell Terminals Maritiem wisselen voor € 133 miljoen van eigenaar. Voor Odfjell leidt de verkoop tot een boekverlies van US$ 100 miljoen. Voor de verkoop een feit is zijn nog de goedkeuringen van diverse toezichthouders vereist.